# Kitikmeot

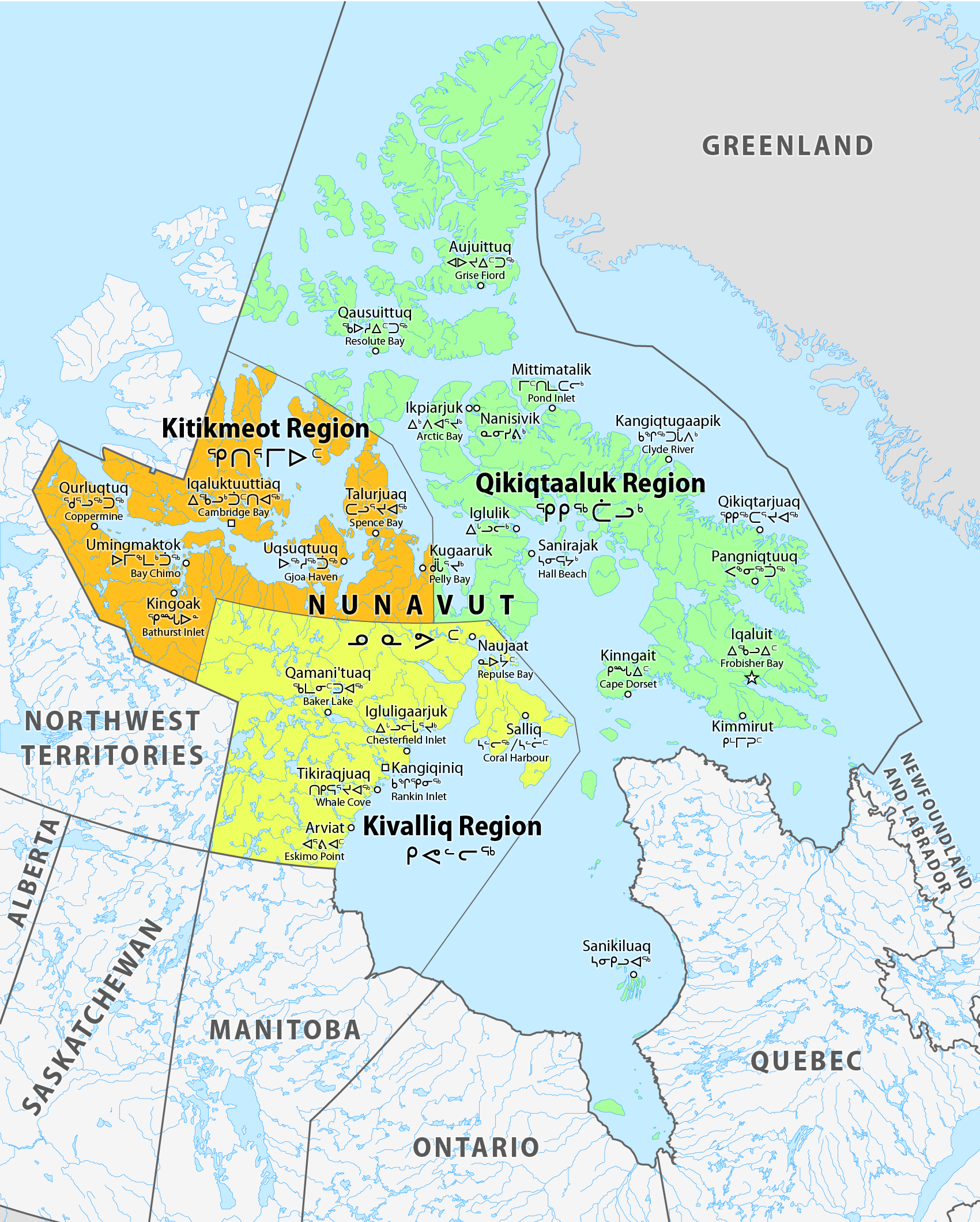
Nunavut-Regionen mit Gemeinden

Kitikmeot Region (Inuktitut: Qitirmiut ᕿᑎᕐᒥᐅᑦ) ist eine der drei administrativen Regionen des kanadischen Territoriums Nunavut. Zum Verwaltungsbezirk Kitikmeot gehören neben dem südlichen und östlichen Teil der Victoria-Insel sowie dem gegenüberliegenden Festland auch die Boothia-Halbinsel, King William Island, die Berens Islands und der südliche Teil der Prince of Wales Insel.
Verwaltungssitz ist das 1.766 Einwohner zählende Cambridge Bay.  
Vor 1999 existierte die Kitikmeot Region mit leicht veränderten Grenzen als Teil des Mackenzie-Distrikts der Nordwest-Territorien.

## Gemeinden
| Gemeinde          | Inuktitut      | Inuktitut- Silbenschrift | Fläche (km²) | Bevölkerung (Zensus 2016) |
| ----------------- | -------------- | ------------------------ | ------------ | ------------------------- |
| Bathurst Inlet    | Qingguak       | ᕿᙵᐅᓐ                     | 19,10        | 0                         |
| Bay Chimo Harbour | Umingmaktuk    |                          | 100,29       | 0                         |
| Cambridge Bay     | Iqaluktuuttiaq | ᐃᖃᓗᒃᑑᑦᑎᐊᖅ                | 202,35       | 1.766                     |
| Gjoa Haven        | Uqsuqtuuq      | ᐅᖅᓱᖅᑑᖅ                   | 28,47        | 1.324                     |
| Kugaaruk          | Kuugaarjuk     | ᑰᒑᕐᔪᒃ                    | 4,97         | 933                       |
| Kugluktuk         | Qurluktuk      | ᖁᕐᓗᖅᑐᖅ                   | 549,65       | 1.491                     |
| Taloyoak          |                | ᑕᓗᕐᔪᐊᖅ                   | 37,65        | 1.029                     |
| unorganized       |                |                          | 442334,99    | 0                         |
| Kitikmeot         | Qitirmiut      | ᕿᑎᕐᒥᐅᑦ                   | 443277,47    | 6.543                     |

## Demographie
| Zensus | Region    | Region           | Nunavut   | Nunavut          |
| Zensus | Einwohner | Veränderung in % | Einwohner | Veränderung in % |
| ------ | --------- | ---------------- | --------- | ---------------- |
| 2016   | 6.543     | + 8,8            | 35.944    | + 12,7           |
| 2011   | 6.012     | + 12,1           | 29.474    | + 8,3            |
| 2006   | 5.361     | + 11,3           | 29.474    | + 10,2           |
| 2001   | 4.816     | + 3,7            | 26.745    | + 8,1            |
| 1996   | 4.644     | + 15,4           | 24.730    |                  |
| 1991   | 4.386     |                  |           |                  |

## Schutzgebiete
- Kugluk Territorial Park
- Ovayok Territorial Park
- Queen Maud Gulf Bird Sanctuary